# Langona pecten
Langona pecten är en spindelart som beskrevs av Próchniewicz, Heciak 1994. Langona pecten ingår i släktet Langona och familjen hoppspindlar. Inga underarter finns listade i Catalogue of Life.